# Braterstwo wilków
Braterstwo wilków (fr. Le pacte des loups) – francuski film kostiumowy z 2001 roku w reżyserii Christophe'a Gansa.

## Produkcja

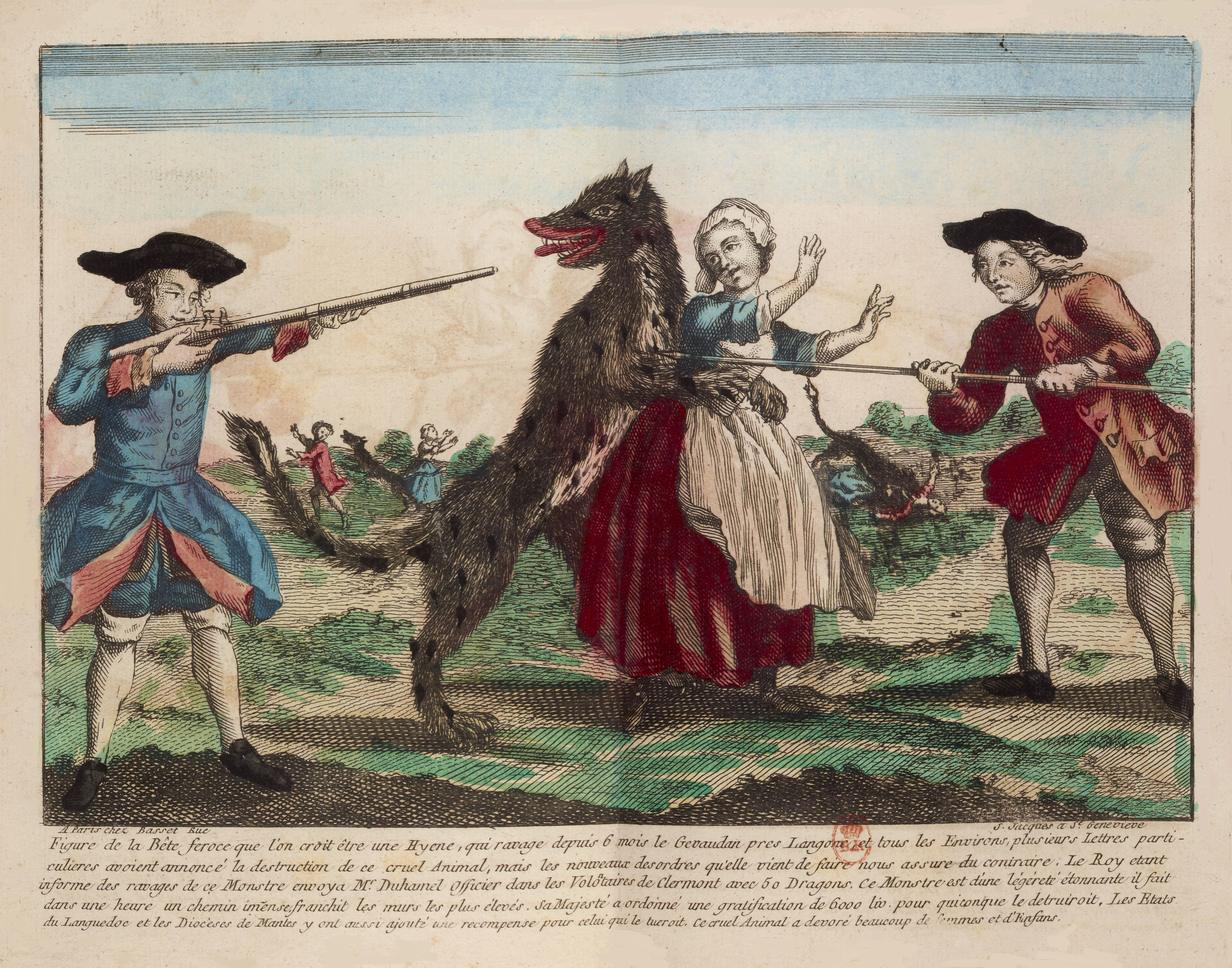
Osiemnastowieczna grafika przestawiająca Bestię z Gévaudan

Zdjęcia plenerowe kręcono na terenie kilku francuskich departamentów: Dordogne (Villars, Jumilhac-le-Grand, Biron), Gers (Lectoure), Oise (Maysel), Pireneje Wysokie (La Barthe-de-Neste, Labastide, Monléon-Magnoac), Sekwana i Marna (Fontainebleau, zamek Vaux-le-Vicomte w Maincy), Yvelines (Issou) oraz Żyronda (Mazères).

## Fabuła
Akcja filmu toczy się we Francji w czasach Ludwika XV. W niewielkiej wiosce Gévaudan na południu kraju pojawia się tajemnicza bestia, która terroryzuje i zabija mieszkańców. Do wioski przybywa młody naukowiec Gregoire de Fronsac, który z polecenia króla ma odnaleźć i zabić potwora. Towarzyszy mu Indianin z plemienia Irokezów – Mani, którego Fronsac poznał w czasie swojej podróży do Kanady. Obaj bohaterowie rozpoczynają śledztwo.

## Obsada
- Samuel Le Bihan – Grégoire de Fronsac
- Mark Dacascos – Mani
- Émilie Dequenne – Marianne de Morangias
- Vincent Cassel – Jean-François de Morangias
- Monica Bellucci – Sylvia
- Jérémie Renier – Thomas d'Apcher
- Jean Yanne – Le Comte de Morangias
- Jean-François Stévenin – Henri Sardis
- Jacques Perrin – Thomas d'Apcher (stary)
- Johan Leysen – Beauterne
- Philippe Nahon – Jean Chastel
- Virginie Darmon – Gaduła
- Hans Meyer – Markiz d'Apcher
- Edith Scob – Geneviève de Morangias
- Bernard Farcy – Laffont

## Ciekawostki
Bestia z Gévaudan nie jest jedynie wytworem wyobraźni twórców filmu. Jej istnienie jest udokumentowane we francuskich archiwach. Bestia ta w XVIII wieku naprawdę grasowała na południu Francji przez ponad trzy lata (1764-1767) i w tym czasie zabiła blisko stu ludzi a kolejnych trzydziestu raniła. Podejmowano liczne próby zabicia jej, ale wszystkie kończyły się niepowodzeniem. Potwora zabił dopiero w czerwcu 1767 roku miejscowy wieśniak Jean Chastel. Do dziś nie wiadomo, czym był ów potwór, gdyż jego zwłoki nie zachowały się.